# Texas Panhandle

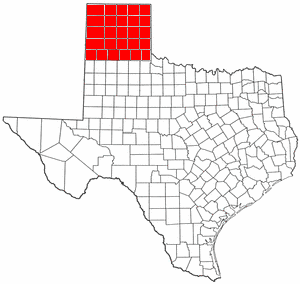
Texas Panhandle

The Texas Panhandle är en benämning på den nordligaste delen av Texas i USA, runt bl.a. staden Amarillo. Området omfattar 26 countyn och gränsar i väster till New Mexico och i norr och öster till Oklahoma. Genom området gick Route 66.

## Countyn
- Armstrong County
- Briscoe County
- Carson County
- Castro County
- Childress County
- Collingsworth County
- Dallam County
- Deaf Smith County
- Donley County
- Gray County
- Hall County
- Hansford County
- Hartley County
- Hemphill County
- Hutchinson County
- Lipscomb County
- Moore County
- Ochiltree County
- Oldham County
- Parmer County
- Potter County
- Randall County
- Roberts County
- Sherman County
- Swisher County
- Wheeler County

## Större städer

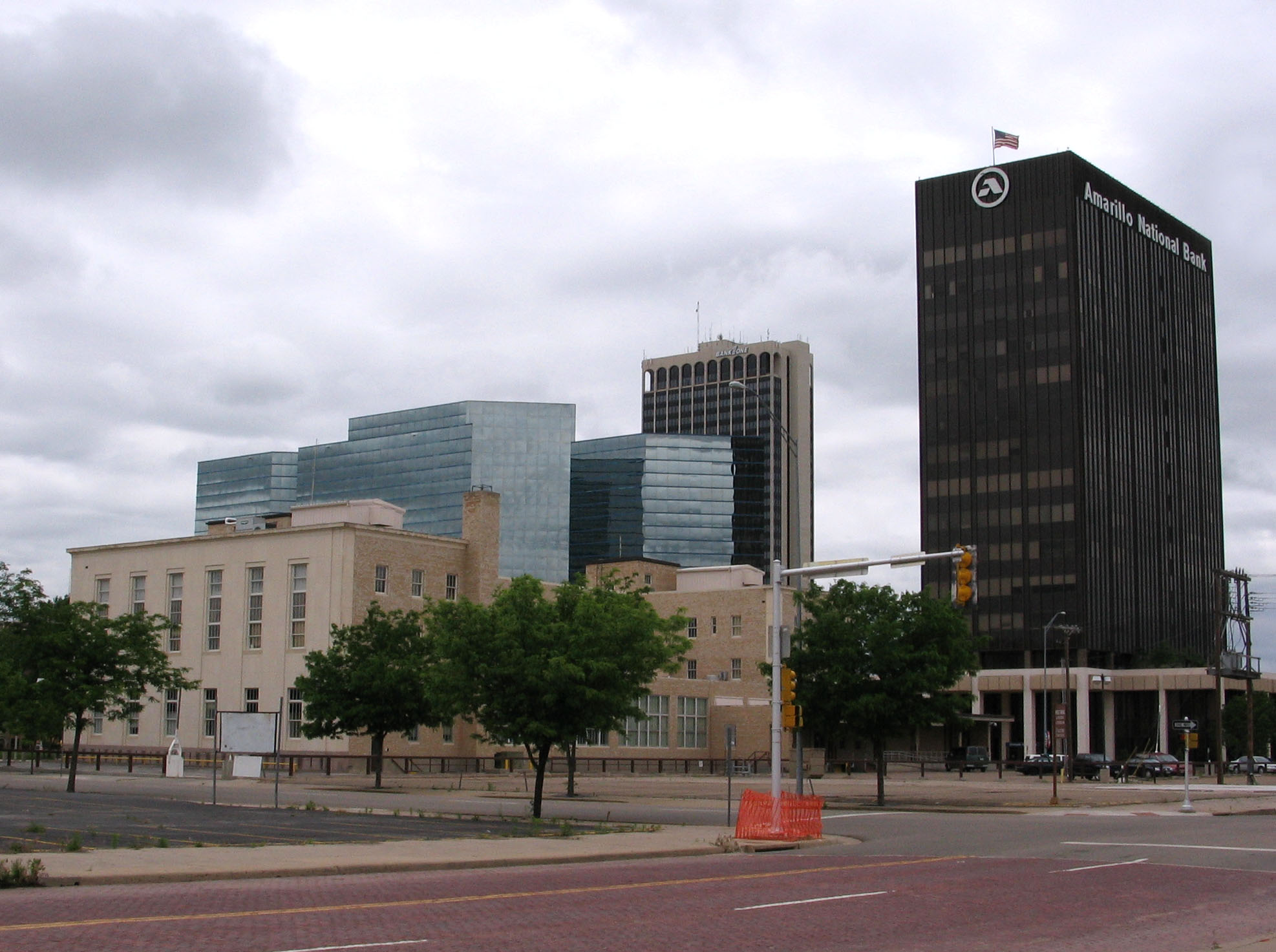
Amarillo är den största staden i Texas Panhandle

- Amarillo
- Memphis
- Panhandle
- Stratford